# Neuevangelisierung
Neuevangelisierung oder auch Neue Evangelisierung, Wiederevangelisierung oder Re-Evangelisierung beschreibt eine erneuerte Evangelisierung in Regionen, in denen der christliche Glaube schon sehr lange beheimatet ist, aber durch die fortschreitende Säkularisierung an Bedeutung verloren hat. Sie unterscheidet sich damit von der Erstevangelisierung, beide gehören zu den Aufgaben der christlichen Mission.
In seinem Apostolischen Schreiben Evangelii nuntiandi bezeichnete Papst Paul VI. 1975 die Evangelisierung als Hauptaufgabe der katholischen Kirche. Daran knüpfte Papst Johannes Paul II. 1990 in der Enzyklika Redemptoris Missio an und hob hervor, dass auch in Ländern mit christlicher Tradition eine Erneuerung und Rückbesinnung des Glaubens stattfinden müsse.
Papst Benedikt XVI. hat 2010 den Päpstlichen Rat zur Förderung der Neuevangelisierung errichtet und dabei betont, dass die Neuevangelisierung durch einen erneuten inneren Antrieb geprägt sein soll, sie soll „neue Wege der Verkündigung suchen, die der Zeit angemessen seien“.
Laut Bischof Rino Fisichella, dem Präsidenten des Rates, „existieren mindestens zwanzig verschiedene Definitionen für die Neuevangelisierung“.
Vom 7. bis 28. Oktober 2012 tagte die dreizehnte Generalversammlung der Bischofssynode über die „Neuevangelisierung für die Weitergabe des christlichen Glaubens“.
Viele geistliche Gemeinschaften engagieren sich für die Neuevangelisierung. Manche sind speziell als Gemeinschaften der Neuevangelisierung entstanden mit der Zielsetzung, zur Erneuerung der Frohen Botschaft beizutragen. Dazu zählt beispielsweise Nightfever, ein Projekt, bei dem in Fußgängerzonen Passanten in nächtlich geöffnete Kirchen eingeladen werden.